# NGC 5834
NGC 5834 је збијено звездано јато у сазвежђу Вук које се налази на NGC листи објеката дубоког неба.
Деклинација објекта је - 33° 4' 2" а ректасцензија 15h 3m 58,5s. Привидна величина (магнитуда) објекта NGC 5834 износи 9,1. NGC 5834 је још познат и под ознакама NGC 5824, ESO 387-SC1, GCL 31.